# Katja Wächter
Katja Wächter (née le 28 janvier 1982 à Leipzig) est une escrimeuse allemande spécialiste du fleuret.

## Carrière
Katja Wächter est médaillée de bronze par équipe aux championnats du monde 2009.